# Myriam Fares

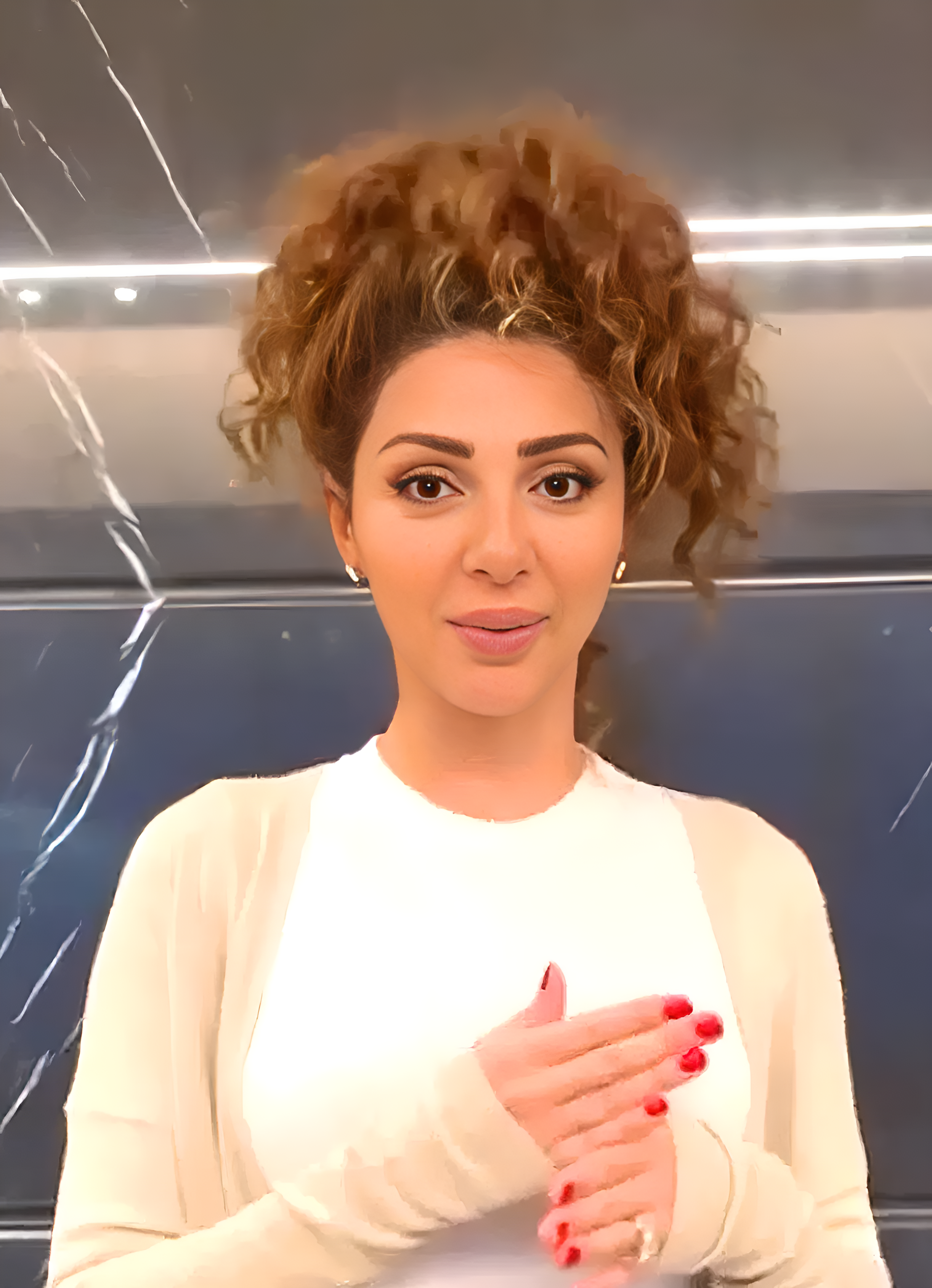
Myriam Fares (2019)

Myriam Fares, auch Feres, (* 3. Mai 1983) ist eine libanesische Sängerin.

## Leben und Karriere
Bereits im Alter von vier Jahren besuchte sie Ballettkurse und gewann im Alter von 10 Jahren einen Tanzwettbewerb bei Tele-Liban (Al Mawahib Al Saghira). Sie studierte vier Jahre lang Musik.
2003, im Alter von 21 Jahren, veröffentlichte sie ihr erstes Album Myriam, sowie mehrere Singles, darunter La Tis'alni. Das zweite Album Nadini erschien 2005, ein weiteres namens Bet'oul Eih wurde 2008 herausgegeben. Im selben Jahr war Fares auch in Werbespots für Shampoo und Kontaktlinsen zu sehen.

## Diskografie

### Alben
- 2003: Myriam (ميريام)
- 2005: Nadini (ناديني)
- 2008: Bet'oul Eih (بتقول أيه)
- 2011: Min Oyouni (من عيونى)
- 2015: Aman (آمان)

### Singles (Auswahl)
| - 2003: Ana Wel Shoq - 2003: Enta El Hayat - 2003: Ghamarni - 2003: La Tes’alni - 2003: Yal Alem Bel Hal (Original: Bendeniz – Satmışım) - 2005: Waheshni Eah - 2005: Haklak Rahtak - 2005: Nadini - 2008: Mouch Ananiya - 2008: Eah Yalli Byohsal | - 2011: Atlah - 2015: Nifsi Aoulhalak - 2015: Kifak Enta - 2015: Aman - 2018: Goumi - 2021: Ghaddara Ya Dounya - 2022: Hatha el Helo - 2022: Tukoh Taka (mit Nicki Minaj & Maluma) - 2023: North Coast (mit Mohamed Mounir) |

## Filmografie

### Filme
- 2021: Myriam Fares: The Journey (Dokumentarfilm bei Netflix)[1]